# Schanghaien
Schanghaien bezeichnet in der Seemannssprache das gewaltsame Rekrutieren von Seeleuten für Kriegs- und Handelsschiffe. Diese Art der Freiheitsberaubung, auch Pressen genannt, wurde zeitweise auch für die Heeresergänzung angewandt.
Das Pressen von Matrosen war besonders im 18. und 19. Jahrhundert und vorzugsweise in europäischen (britischen) sowie  nordamerikanischen Hafenstädten verbreitet. Berüchtigte Häfen in den USA waren insbesondere Portland (Oregon), in England London. Auch in Hamburg wurde schanghait, wie Knigge es in seiner Geschichte Peter Clausens darstellt.
Um Matrosen zu schanghaien, durchkämmten Presskommandos (auch Pressgangs genannt) bzw. bewaffnete Schiffsbesatzungen die Hafenviertel, dort vor allem Kneipen und Bordelle. Anwesende Seeleute wurden unter Einsatz von List, Alkohol oder Gewalt entführt und zum Dienst auf Kriegs-, häufig auch Handelsschiffen gezwungen. Gelegentlich konnten sich Pressopfer rückwirkend freiwillig melden; einen Anreiz bildete das üblicherweise gezahlte Werbegeld, das ihnen dann ausgehändigt wurde.
Die britische Royal Navy verwendete Zwangsrekrutierung spätestens ab dem Elisabethanischen Zeitalter, seit 1563 war dies gesetzlich legitimiert. Ab 1597 konnten durch den Vagabonds Act (39 Eliz. c. 4) umherziehende Matrosen, Bettler, Wahrsager und andere fahrende Leute zum „lebenslangen Dienst in den Galeeren dieses Reichs“ gezwungen werden. Besonders ab Beginn des 18. Jahrhunderts wurden genauere Regeln für das Pressen aufgestellt, so 1740 auf britische Bürger zwischen 18 und 55 Jahren beschränkt. In der Praxis wurden diese Beschränkungen jedoch oft ignoriert. Auch zivile Schiffe wurden von der Royal Navy regelmäßig genutzt, um die eigene Besatzung zu „ergänzen“, indem benötigte Matrosen schlicht von einem beliebigen Handelsschiff zwangsrekrutiert wurden, was obendrein noch den Vorteil hatte, dass man so gezielt qualifizierte Männer pressen konnte.
1747 kam es in der britischen Kolonie Boston zu Unruhen, nachdem Admiral Charles Knowles 46 Personen hatte zwangsrekrutieren lassen wollen. Auch nach der amerikanischen Unabhängigkeit wurden weiterhin Amerikaner in die Royal Navy gepresst, da Großbritannien alle als Briten geborenen US-Amerikaner weiterhin als seine Staatsbürger betrachtete. Im Zuge der Koalitionskriege wurden so rund 9000 Amerikaner in die britische Flotte zwangsrekrutiert. Diese Vorgangsweise war ein Grund für den Ausbruch des Britisch-Amerikanischen Kriegs (1812–1815). Nach Ende dieser Kriege verschwand die Praxis weitgehend, auch wenn die juristische Grundlage weiterhin bestand.
Bis ins 18. Jahrhundert wurde auch zu Heeresdiensten an Land gepresst; die preußischen Werber waren gefürchtet. Dementsprechend hoch waren lange Zeit die Desertionsraten der Söldnerheere. Mit Einführung von Wehrpflichtgesetzen im 19. Jahrhundert und dem Aufbau eines Meldewesens wurden derartige Gewaltaktionen obsolet, weil Soldaten nun behördlich einberufen werden konnten.
Das schweizerische Seeschiffahrtsgesetz (SR 747.30) verlangt noch heute, dass ein Konsul anwesend sein muss, um einen Seemann in die Musterrolle eintragen zu können. Der Seemann muss die Eintragung unterschreiben und damit seinen Willen bestätigen, sich anheuern zu lassen. Auch auf deutschen Schiffen darf der Kapitän die Musterrolle nicht selbst verändern.

## Wortgeschichte
Der Ausdruck entstand wohl um die Mitte des 19. Jahrhunderts und wurde aus dem Slang US-amerikanischer Matrosen ins Deutsche übernommen.
Aus Schanghai, seit den 1840er Jahren der wichtigste Hafen Ostasiens, kamen besonders viele Schiffe (die „Kuli-Klipper“) mit chinesischen Zwangsarbeitern für den Abbau von Guano an der südamerikanischen Küste, für die Farmarbeit in den USA und für den Bau des Panamakanals. Ursprünglich war vielleicht auch die gewaltsame Anwerbung dieser Arbeiter für überseeische Dienste ein Anlass für die Bildung des Wortes.
Englischsprachige Enzyklopädien führen die Wortherkunft darauf zurück, dass Matrosen für  besonders lange und daher unbeliebte Schiffsreisen auf unlautere Weise gewonnen wurden. Prototypisch für eine solche Reise war die Fahrt nach und von Schanghai
Ein „regelrechtes System von Entführungen“, ein „systematischer Verkehr mit weißen Sklaven“ in New York, London und Liverpool wurde bereits 1864 beschrieben.